# Schwyz kanton
Schwyz (kiejtése ʃviːts, franciául Schwytz vagy Schwyz, olaszul Svitto, rétorománul Sviz) Svájc egyik kantonja az ország középső részén. Székhelye Schwyz városa. Lakosainak száma 2013-ban 151 396 volt.
Schwyz a Svájci Államszövetség elődjének, az Ósvájci Konföderációnak egyik alapító kantonja volt, az ország tőle kapta a nevét, zászlaját és a címerét. 

## Története
Schwyz területéről az ember legkorábbi nyomai kb. i.e. 12 500-ból származnak. A Muotatal karsztbarlangjaiban is számos kőkorszaki telephelyet találtak a régészek. A késő kőkorból és kora bronzkorból tómenti cölöpházas települések nyomaira bukkantak, amelyek ma a Világörökség részét képezik. A római korból Kempratenben találták meg egy település, valamint Ufenau szigetén egy templom maradványait. 

### Középkor

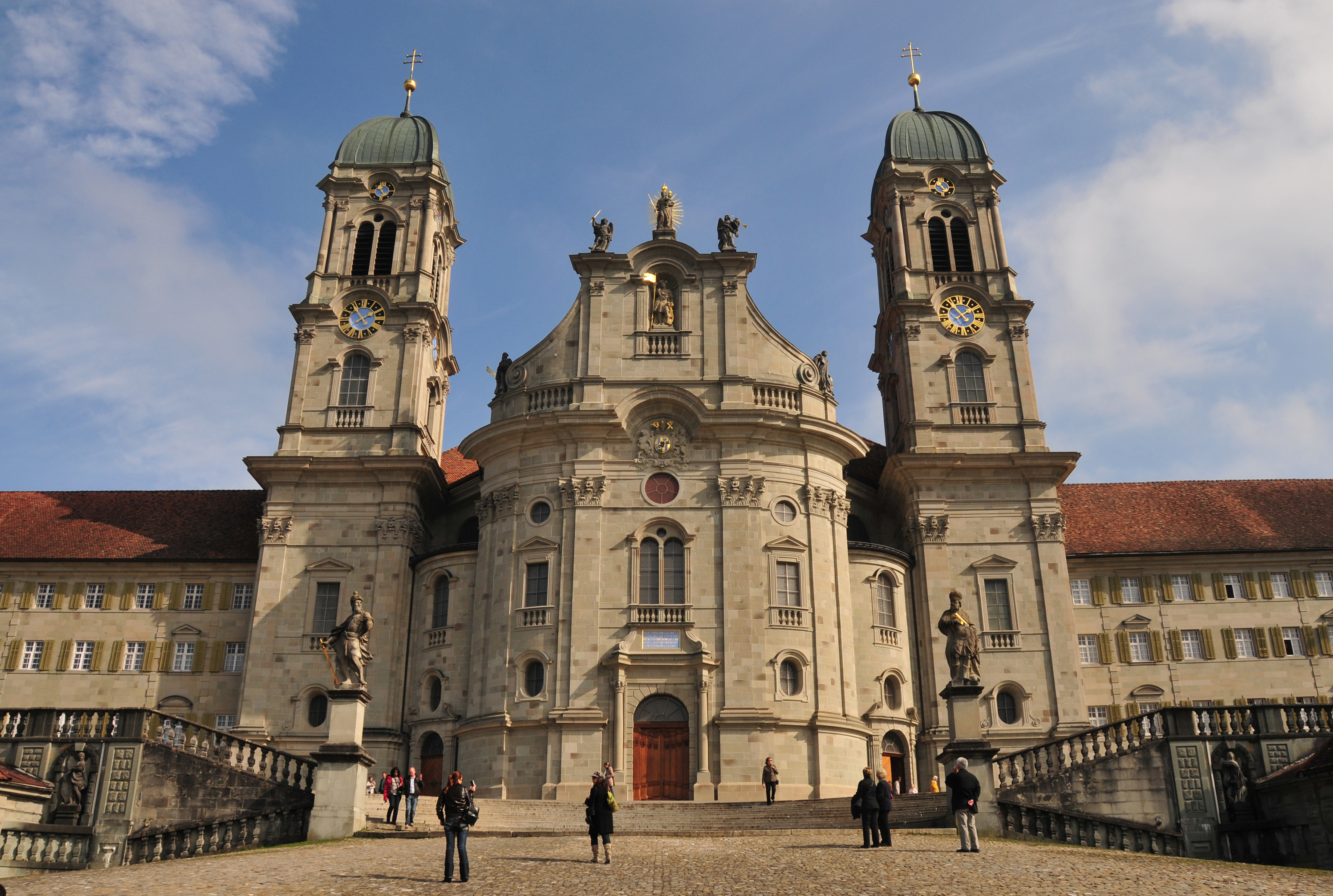
Az einsiedelni kolostor főbejárata

561-ben Schwyzt bekebelezte az Alemann Hercegség, bár az alemannok csak 680 körül kezdtek megtelepedni az alpesi völgyekben. A germán alemannok és a romanizálódott gallok több évszázadon keresztül éltek egymás mellett, míg a keveredett lakosság nyelve mindenütt a német lett. A pogány schwyziakat 611-ben meglátogatták a térítő ír szerzetesek, Szent Gál és Szent Kolumbán, de a kereszténység csak a 7. század végén kezdett elterjedni. Schwyz nevét először 972-ben írták le Suites formában.
A kanton belső, dombos területeit a Lenzburg grófok birtokolták, majd kihalásuk, 1173 után a Kyburgok, Rapperswilek és Frohburgok örökölték meg. A földek jelentős részét kolostorok birtokolták, közülük a 10. századtól kiemelkedik az einsiedelni apátság, amely többször vitába keveredett Schwyz városával. A Kyburgok kihalásával és a Rapperswil család hanyatlásával a Habsburgok kezdtek el terjeszkedni. Megszerezték Schwyz, Steinen, Muotathal és Morschach egyházközségeket és 1283-ban hűbérurai lettek az einsiedelni kolostornak is.
A növekvő Habsburg-befolyás ellensúlyozására Schwyz, Uri és Unterwalden 1291. augusztus 1-én "örökös szövetséget" kötött, amely aztán az Ósvájci Konföderációvá nőtt. Schwyz hamar elnyerte a szövetség vezető szerepét, melyet 1320-tól róla neveztek el. Az ország azonban hivatalosan csak 1803-ban vette fel a Svájc nevet, addigi elnevezése Esküszövetség (németül Eidgenossenschaft) volt. Svájc mai zászlaja és címere is Schwyz kanton színeiből származik. 

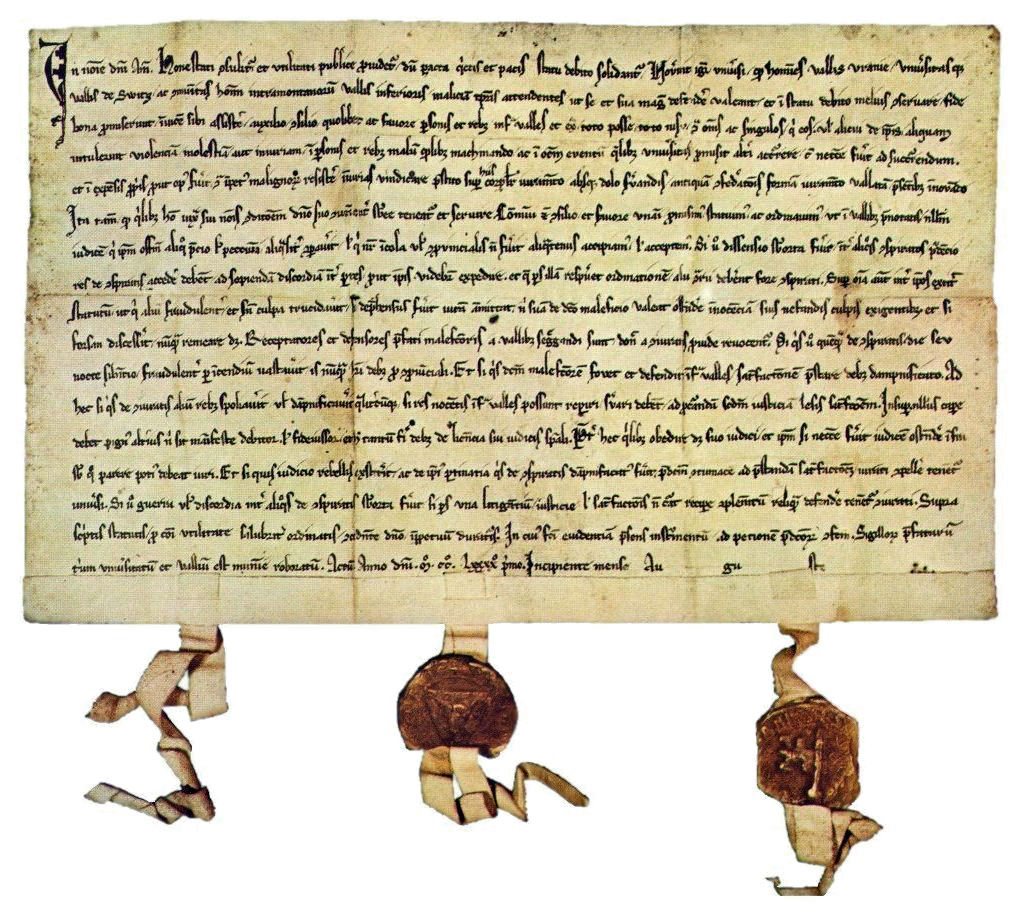
A Svájci Konföderáció Schwyzben kiállított alapító oklevele

A három kanton 1315-ben megvédte függetlenségét, amikor a morgarteni csatában legyőzték a Habsburgok seregeit, és az ezután kötött brunneni paktumban a védelmi szövetség konföderációvá alakult. A konföderáció pedig a környékbeli városok csatlakozásával (Luzern 1332-ben, Zürich 1351-ben, Glarus és Zug 1352-ben, Bern 1353-ban) gyors növekedésnek indult. A csatlakozás nem volt mindig önkéntes, Schwyz 1386-ban elfoglalta Einsiedeln városát, 1424-ben pedig a kolostor is az ő felügyelete alá került. A környező falvak és kisvárosok különböző szerződések és egyezmények révén kerültek a kanton fennhatósága alá, így autonómiájuk foka is változott. Gersau például 1359-ben vált félig független protektorátussá és csak 1817-ben csatolták véglegesen a kantonhoz. 1386-ban a kantonok újabb döntő győzelmet arattak a Habsburgok fölött a sempachi csatában, és az meggyengült osztrák hercegek svájci birtokai részben a szövetség (főleg Bern és Luzern) kezébe kerültek.
1480-ban Heinrich von Gundelfingen a helybeli legendák alapján összeállította a Schwyzi és oberhasli hagyományok (Herkommen der Schwyzer und Oberhasler) c. könyvet, mely szerint az itteniek annak a 6 ezer svédnek és 1200 fríznek a leszármazottjai, akik 400-ban egy barbár támadástól megvédték a pápát. A pápával kapcsolatos különleges viszony a reformáció idején életben volt, amikor Schwyz megmaradt a katolikus egyház kebelében. A konföderáción belüli vallási feszültségek 1531-ben fegyveres konfliktussá fajultak, amikor a második kappeli háborúban Schwyz, Uri és Zug csapatai legyőzték Zürich hadseregét, és megölték a híres protestáns prédikátort, Huydrich Zwinglit.
1655-ben újabb polgárháborúhoz vezettek a vallási különbségek. Schwyz üldözni kezdte a területén élő protestánsokat, többeket kivégeztek, az elmenekülők vagyonát elkobozták. Zürich és Bern hadat üzent a katolikus kantonoknak, de az első villmergeni csatában a katolikusok legyőzték a bernieket. Rövid fegyverszünet után a második villmergeni csatában a protestáns erők győztek és a vallások egyenlőségét helyreállították a konföderáción belül. 

### Újkor

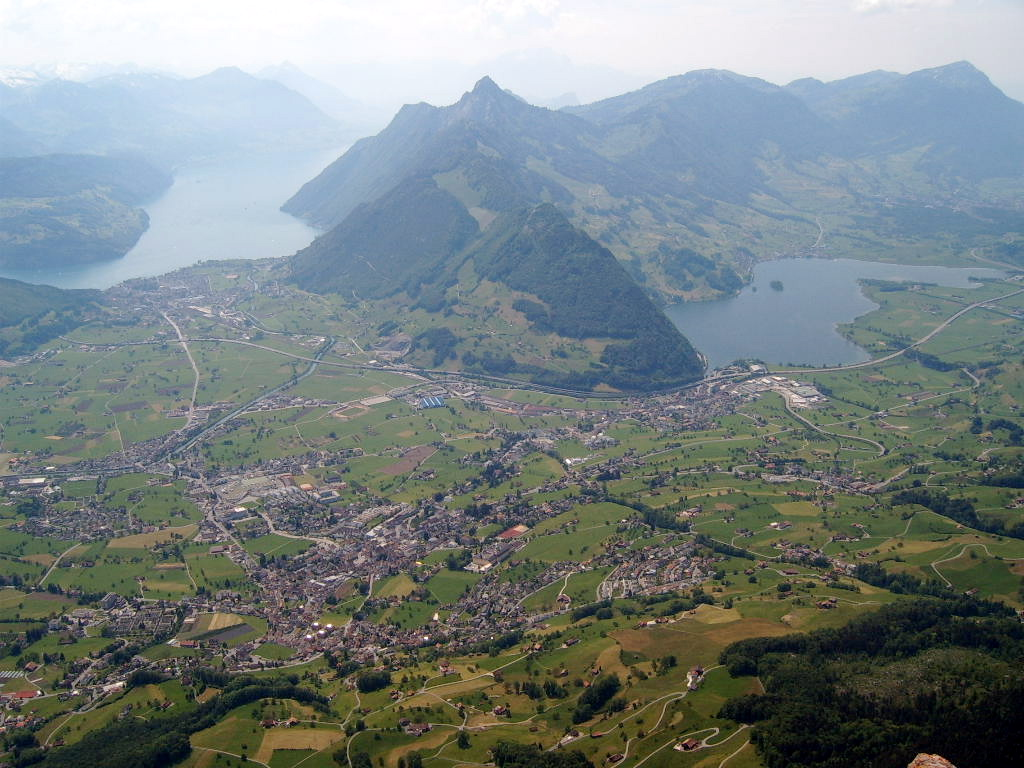
Schwyz városa a levegőből

Miután a francia forradalmi hadsereg megszállta Svájcot és létrehozta a Helvét Köztársaságot, a schwyzi katolikus papság élesen nehezményezte a forradalom antiklerikális jellegét. Schwyz, Uri és Nidwalden kantonokban mintegy 10 ezren lázadtak fel a francia uralom ellen. A felkelést gyorsan leverték, 1798. május 4-én Schwyz városa is megadta magát Balthasar Alexis Schauenburg tábornoknak. Schwyz önállóságát felszámolták, Uri, Unterwalden és Zug kantonokkal együtt beolvasztották Waldstätten kantonba. Az új kanton székhelye Schwyz város volt, míg 1799-ben egy újabb sikertelen felkelés után át nem tették Zugba. 1799 nyarán és őszén a második koalíciós háború harcai súlyosan érintették a kanton területét, a rekvirálások és fosztogatások a lakosság éhezését okozták az azt követő télen.
A Helvét Köztársaság 1803-as bukása után Napóleon mediációs törvényével Schwyz visszanyerte önállóságát és a korábban önálló Gersaut és Reichenburgot is hozzácsatolták. Az új Svájci Államszövetség 1815-ös létrejötte után Schwyzben belső feszültségeket okozott a történelmi területek és az újonnan a kantonhoz csatolt részek közötti politikai harc. 1830-ban négy új kerület, March, Einsiedeln, Pfaeffikon és Küssnacht új alkotmányt írt alá, amely biztosította számukra az egyenlő reprezentációt a kantongyűlésen. 1831-ben Külső-Schwyz néven (Schwyz äusseres Land) kikiáltották függetlenségüket. A régi régiók, Belső-Schwyz katonai erővel reagált és 1833-ban elfoglalták Küssnachtot. Végül a konföderációs hadsereg szállta meg Schwyzt, egyesítették a két félkantont és minden polgárának egyenlő jogokat biztosítottak.
1845-ben Schwyz csatlakozott a konzervatív kormányú és katolikus kantonok titkos szövetségéhez, a Sonderbundhoz. A szervezet – benne Schwyz – 1847-ben fellázadt a központi kormányzat ellen, de a konföderációs csapatok egy hónapon belül leverték a felkelést. 1848-ban elfogadták a kanton új alkotmányát, amely eltörölte a legfelső hatalmi szerveződést, a népgyűlést (Landsgemeinde) és a kormányzatot törvényhozó, végrehajtó és igazságszolgáltató ágazatra bontotta. 1898-ban jelentősen átdolgozták az alkotmányt, amely aztán egészen 2011-ig változatlanul hatályban maradt.
A 20. század első felében a kanton lakossága megduplázódott. Sokan Amerikába emigráltak, míg Schwyzbe nagyszámú – főleg olasz – bevándorló költözött. Az első világháború különösen nehezen érintette Schwyzt, a turizmusra és textilgyártásra alapozott gazdasága súlyos veszteséget volt kénytelen elkönyvelni. A század második felében újból duplázódott a lakosok száma. 2004-ben Schwyz város helyett Freienbach lett a legnépesebb önkormányzat a kantonban.

## Földrajza
Schwyz területe 908 km², melynek 41%-át mezőgazdasági célokra használják, 33,7% erdő, 5,4% esik a településekre és utakra, 20% pedig hegyvidék vagy vízfelület. A kanton Svájc közepén helyezkedik el. Északon Zürich, északkeleten Sankt Gallen, keleten Glarus, délen Uri, délnyugaton a Vierwaldstätti-tavon keresztül Nidwalden, nyugaton Luzern, északnyugaton pedig Zug kantonokkal határos. Legfontosabb folyói a Sihl és a Muota. A kantonhoz tartozik a Vierwaldstätti-tó és a Zugi-tó partvidékének egy része, míg a Lauerzersee és Sihlsee teljes egészében Schwyzben található.
A kanton legmagasabb pontja a 2802 méteres Bös Fulen. 

## Közigazgatás

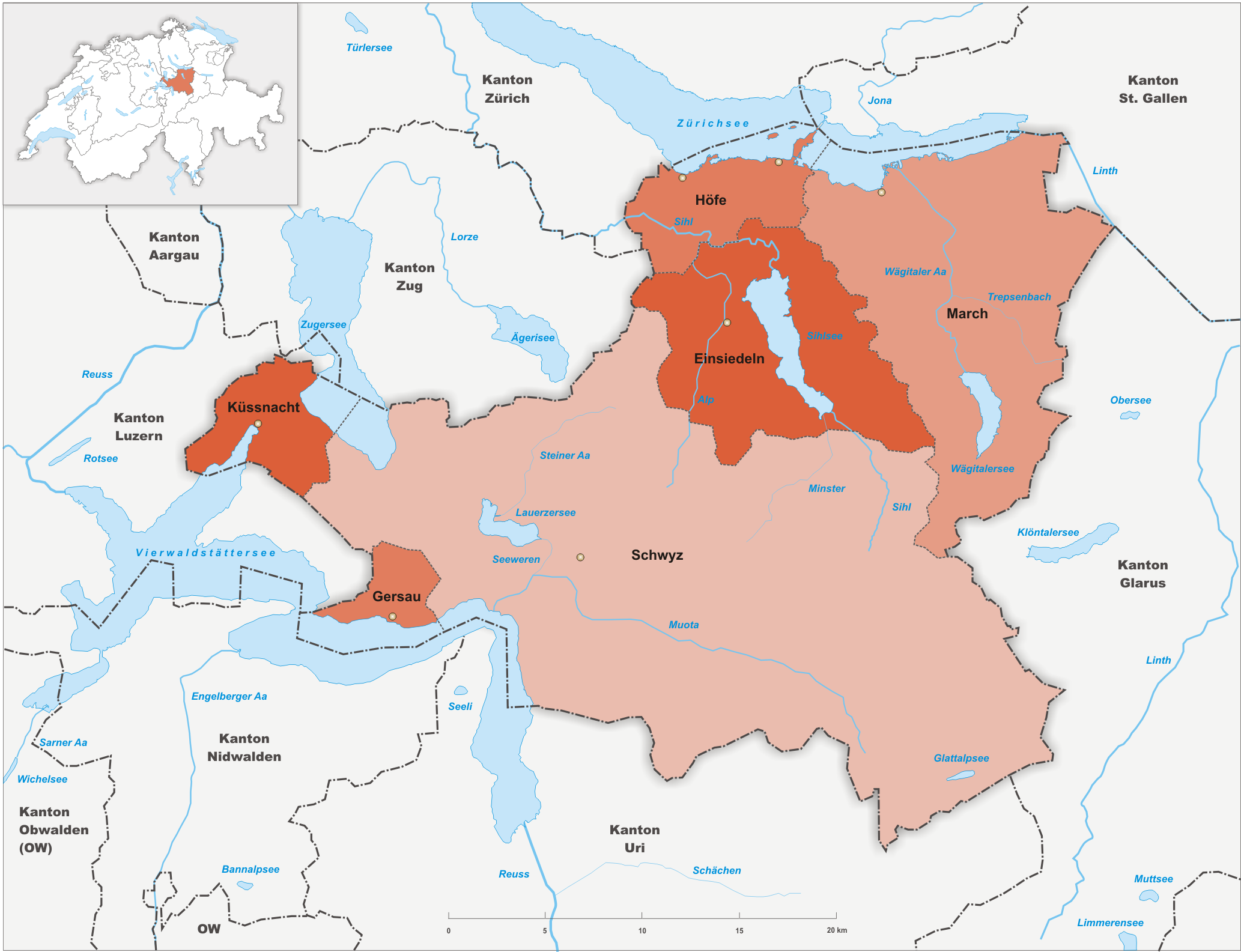
Schwyz kanton kerületei

A kantont hat kerületre és 30 önkormányzatra osztják, bár Einsiedeln, Küssnacht és Gersau kerületekben csak egy önkormányzat található. A kerületek:
- Schwyz kerület, székhelye Schwyz
- Einsiedeln kerület, székhelye 	Einsiedeln
- Gersau kerület, székhelye Gersau
- Höfe kerület, székhelye Wollerau
- Küssnacht kerület, székhelye Küssnacht am Rigi
- March kerület, székhelye Lachen

## Lakossága
Schwyz lakossága 2013-ban 151 396 fő volt. 2008-ban a lakosok 15,6%-a volt külföldi állampolgár. 2000-2010 között a népesség 12,8%-kal nőtt, melyből a bevándorlás 10%-ot tett ki. A lakosok többségének (89,9%) német az anyanyelve, 2,1%-nak a szerbhorvát, 1,9%-nak pedig az albán.
2000-ben a kantonban 50 089 háztartás volt, átlagosan 2,5 fővel. Az egyszemélyes háztartások száma 15 043 volt, míg 4 801 háztartásban öt vagy annál több fő élt.
2000-ben a lakosok 72,2%-a római katolikusnak, 11,8%-a pedig evangélikusnak vallotta magát. 2,14% ortodox keresztény, 2,07% egyéb keresztény, 4,35% muzulmán, 0,04% pedig zsidó volt. 4,92% ateistának vagy agnosztikusnak mondta magát, 2,92% pedig nem válaszolt a kérdésre.

## Gazdaság
A kanton gazdaságának egyik alappillére a mezőgazdaság, különösen a szarvasmarha-tenyésztés. Korábban a textilipar volt a termelés alapja, de ennek mára csak maradványai látszanak. Ismertek a schwyzi bútoripar termékei, de a kanton világszerte leghíresebb produktuma a Victorinox által gyártott svájci zsebkések. Az áramellátást néhány nagyobb vízerőmű biztosítja.
Hagyományosan fontos ágazat a turizmus. Einsiedeln ismert katolikus zarándokhely és télen a síelés egyik centruma is.
2010-ben a schwyzi munkanélküliségi ráta 2,3% volt. 4723-an az elődleges termelő szektorban, 18661-an a feldolgozó szektorban, 41198-an pedig a szolgáltató szektorban dolgoztak.

## Fordítás
- Ez a szócikk részben vagy egészben  a   Canton of Schwyz című angol Wikipédia-szócikk ezen változatának fordításán alapul.  Az eredeti cikk szerkesztőit annak laptörténete sorolja fel. Ez a jelzés csupán a megfogalmazás eredetét és a szerzői jogokat jelzi, nem szolgál a cikkben szereplő információk forrásmegjelöléseként.